# Arbeitsgemeinschaft Unabhängiger Frauen
Die Arbeitsgemeinschaft Unverheirateter Frauen (AUF) und heute Pro Single Schweiz, ist ein Verein mit Sitz in Zürich. Dieser wurde 1975 in Olten gegründet und später in Arbeitsgemeinschaft Unabhängiger Frauen (ARGE-AUF) umbenannt. Die AUF ist nach eigenen Aussagen die einzige schweizerische Organisation, die sich für ledige und alleinstehende Frauen einsetzt. Erklärtes Ziel ist insbesondere die soziale und rechtliche Gleichstellung lediger Frauen (weiblicher Singles). Da sich die Organisation zu einem grossen Teil mit dem Zivilstand und der Wohnsituation einsetzt und nicht nur für die Rolle der Frau, änderte die AUF den Namen zwischenzeitlich auf Arbeitsgemeinschaft unabhängiger Frauen und Männer. Die AUF zählte im Jahr 2004 gegen 1000 Mitglieder aus der ganzen Schweiz.

## Forderungen
Nach Aussagen der Pro Single Schweiz seien ledige Personen gegenüber Verheirateten oder Geschiedenen rechtlich im Nachteil. Dies betreffe insbesondere folgende Bereiche:
- Leistungsansprüche in der AHV
- das Berufliche Vorsorgegesetz (BVG)
- der Koordinationsabzug
- die Pensionskassen
- der Krankenversicherungsgesetz (KVG)
- das VVG und die Zusatzversicherungen
- die Steuern
- insbesondere die Erbschaftsbesteuerung

## Geschichte
Gegründet wurde die AUF 1975 von 50 ledigen Frauen. Sie setzten sich für die Gleichbehandlung der ledigen Frauen gegenüber den verheirateten Frauen ein. Von Anny Hamburger ging die Initiative zur Gründung des Vereines aus, welche zugleich als erste Präsidentin eingesetzt wurde und 1988 im Amt verstarb. Unter der nächsten Präsidentin Erika Egli, wurde eine Namensänderung vereinbart und die Mitgliederstruktur verändert. Die neue Organisation, „Arbeitsgemeinschaft unabhängiger Frauen“, nimmt nun auch verwitwete und geschiedene Frauen auf. 1995 fand der nächste Wechsel im Amt der Präsidentin statt, Ruth von der Crone, unter dessen Führung, im Jahre 2002, einen Auftritt an der Expo organisiert wurde. 
Weitere Namens- und Statutenänderungen fanden 2006 und 2014 statt. Dabei wurde der Name zu „Arbeitsgemeinschaft unabhängiger Frauen und Männer“ und schlussendlich zu „Pro Single Schweiz - die Interessengemeinschaft der Alleinstehenden“ geändert.
Die Pro Single Schweiz wurde 2024 von den Bundes-, Staats- und Gemeindesteuern befreit und als gemeinnütziger Verein anerkannt und feiert 2025 ihr 50-Jahre-Jubiläum.

## Mittel der Aktion
Die AUF agiert insbesondere durch Öffentlichkeitsarbeit (Bewusstseinsbildung) und Lobbying bei Politikern. In einem vierteljährlich erscheinenden Bulletin wird einerseits über verschiedene Themen, aber auch über die Arbeit der AUF informiert.